# She Saw Me Coming
"She Saw Me Coming" er den syvende sang fra The Rolling Stones album A Bigger Bang, der blev udgivet den 5. september 2005. 
Sangen blev skrevet af Mick Jagger og Keith Richards, og Ron Wood fortalte som sangen i 2005:””She Saw Me Coming” er … klippet live. Vi skulle gøre sådan noget oftere, ligesom i The Faces dage hvor vi ville springe ud i det – øjne ned, møder dig ved enden .”
Udover Jagger spillede bass, sang og spillede perkussion, spillede Richards og Wood de elektriske guitarer og Wood spillede desuden også slide guitar. Richards spillede også klaver, mens Charlie Watts spillede trommer. Koret bestod af Jagger, Richards og Blondie Chaplin .

### Fodnote
1. ↑  She Saw Me Coming
2. ↑  "She Saw Me Coming". Arkiveret fra originalen 31. oktober 2007. Hentet 20. februar 2008.